# Prosopocera albomaculata
Prosopocera albomaculata là một loài bọ cánh cứng trong họ Cerambycidae.